# Mercer Ellington
Mercer Kennedy Ellington (ur. 11 marca 1919 w Waszyngtonie, zm. 8 lutego 1996 w Kopenhadze) – afroamerykański muzyk jazzowy, trębacz, saksofonista, kompozytor, aranżer i bandlider. Syn jednej z najważniejszych postaci jazzu – Duke’a Ellingtona.

## Życiorys
Był jedynym dzieckiem Edwarda i Edny z d. Thompson (zm. 1967). Dorastał w nowojorskim Harlemie. Mając osiemnaście lat skomponował utwór Pigeons and Peppers, swój pierwszy, nagrany później przez ojca. Studiował w Juilliard School. Podczas II wojny światowej służył w U.S. Army i jednocześnie pracował w zakładach lotniczych Republic Aviation. W czasie wolnym uczęszczał na zajęcia z kompozycji i orkiestracji w New College for the Education of Teachers na Uniwersytecie Columbia. Z wojska odszedł w stopniu TEC4 – kaprala technicznego.
W latach 1939, 1946–1949 i 1959 zakładał i bez powodzenia prowadził własne zespoły. Jednak wielu muzyków z ich składów przechodziło do orkiestry ojca lub podejmowało kariery pod własnym nazwiskiem, m.in. trębacze Dizzy Gillespie, Kenny Dorham oraz Idrees Sulieman, perkusista Chico Hamilton, kontrabasista Charles Mingus i wokalistka Carmen McRae. Na początku lat 40., podczas strajku członków ASCAP, kiedy ojcu brakowało nowego repertuaru, skomponował dla niego kilka utworów. Były to  późniejsze standardy: – Things Ain’t What They Used to Be, Jumpin’ Punkins, Moon Mist, John Hardy’s Wife i Blue Serge.
Chcąc się uniezależnić od ojca, z którym nie zawsze się dogadywał, w latach 1941–1943 pracował jako „road manager” orkiestry Cootiego Williamsa. W 1950 powrócił jednak do big-bandu rodzica, zasiadając na miejscu saksofonisty altowego. Następnie od 1955 do 1959 był dyrektorem organizacyjnym orkiestry oraz kopistą partytur. W 1960 ponownie zrezygnował z pracy u ojca i został kierownikiem muzycznym w zespole Delli Reese. Potem od 1962 przez trzy lata pracował m.in. jako prezenter w rozgłośni radiowej w Nowym Jorku. W 1965 ostatecznie porzucił działalność na własną rękę i kolejny raz powrócił do orkiestry ojca. Grał w niej na trąbce oraz pełnił funkcję „road managera”.
Po śmierci Duke’a w 1974 przejął orkiestrę, choć nie wszyscy jej członkowie byli z tego zadowoleni. Nazwa big-bandu pozostała niezmieniona. W 1975 i 1977 odbył z nim duże tournées po Europie. Wystąpił m.in. w Warszawie w Filharmonii Narodowej w ramach festiwalu „Jazz Jamboree ’77”. W latach 1981–1983 dyrygował The Duke Ellington Orchestra zaangażowaną do musicalu Sophisticated Ladies. Inscenizacja, oparta na muzyce Duke’a i wystawiana na Broadwayu, cieszyła się dużym powodzeniem. W 1987 wydał płytę The Duke Ellington Orchestra – Digital Duke, która rok później otrzymała nagrodę Grammy w kategorii „Best Jazz Instrumental Performance, Big Band”.
Przez wiele lat mieszkał naprzemiennie w Nowym Jorku i Kopenhadze. Zmarł w Danii w stołecznym szpitalu w wieku 76. lat. Przyczyną śmierci był zawał serca. Został pochowany na Cmentarzu Narodowym w Arlington.

### Małżeństwa i dzieci
Z nieślubnego związku z Ruth Batts miał córkę Mercedes (ur. 1939), która przez całe dorosłe życie zajmowała się sprawami ojca. Był trzykrotnie żonaty. Pierwszą poślubił Evelyn z d. Walker w 1942. Oficjalne małżeństwo trwało do 1976. Para doczekała się dwojga dzieci – córki: Gayl i syna: Edwarda II, późniejszego gitarzystę jazzowego. Jego drugą wybranką została wokalistka i aktorka Della Reese, z którą ożenił się w kwietniu 1961. Jednak już w czerwcu małżeństwo zostało unieważnione, ponieważ przeprowadzony w Meksyku rozwód (tzw. Mexican divorce) z Evelyn okazał się nieprawomocny. Trzecią żoną, z którą był do końca życia, została w 1980 Dunka Lene Margrethe Scheid. Miał z nią syna: Paula Mercera (ur. 1979).

## Wybrana dyskografia
- 1958 Steppin’ into Swing Society (Coral Records)
- 1959 Colors in Rhythm (Coral)
- 1974 Black and Tan Fantasy (MCA)
- 1975 Continuum (Fantasy)
- 1977 Mercer Ellington – The Duke Ellington Orchestra – Remembering Duke’s World (PolJazz)
- 1985 Hot and Bothered (A Re-Creation) (Doctor Jazz Records)
- 1987 The Duke Ellington Orchestra – Digital Duke (GPR)
- 1989 Music Is My Mistress – The Duke Ellington Orchestra Conducted by Mercer Ellington (Musicmasters)

Zestawienie wg dat wydania płyt

## Publikacje
- Duke Ellington in Person – An Intimate Memoir, współaut. Stanley Dance, wyd. Da Capo Press, 1979

## Linki zewnętrzna
- Mercer Ellington – dyskografia, Discogs